# Stranický systém Francie
Stranický systém Francie představuje přehled francouzských politických stran a politických hnutí, jejich vnitřní strukturu, historii, činnost a další charakteristiky.

## Parlamentní strany

### Levice a levý střed
- Parti communiste français – Francouzská komunistická strana
- Parti de gauche – Strana levice
- Mouvement républicain et citoyen – Republikánské a občanské hnutí
- Parti socialiste – Socialistická strana
- Les Verts – Zelení
- Parti radical de gauche – Levicová radikální strana

### Střed
- Gauche moderne – Moderní levice
- Mouvement démocrate – Demokratické hnutí

### Pravice a pravý střed
- République solidaire – Solidární republika
- Nouveau Centre – Nový střed
- Union pour un mouvement populaire – Svaz pro lidové hnutí
  - Parti chrétien-démocrate – Křesťanskodemokratická strana
- Parti radical valoisien – Radikální strana
- Debout la République – Vzhůru, Republiko !
- Mouvement pour la France – Hnutí pro Francii

## Neparlamentní strany

### Radikální a krajní levice
- Nouveau Parti anticapitaliste – Nová antikapitalistická strana
- Lutte ouvrière – Dělnický boj
- Parti ouvrier indépendant – Nezávislá dělnická strana
- Les Alternatifs

### Environmentalistické strany
- Mouvement écologiste indépendant – Nezávislé ekologické hnutí
- Génération écologie – Ekologická generace

### Radikální a krajní pravice
- Front national – Národní fronta

### Monarchistické strany
- Action française
- Alliance royale